# 흥부전
흥부전(興夫傳)은 조선 시대, 작자 미상의 고전소설로 빈부 격차에 대한 비판적 내용을 담고 있으며, 한국에서 널리 알려진 이야기이다. 유래는 국문본으로 ‘흥보전(興甫傳)’ 또는 ‘놀부전’이라고도 한다.판소리 다섯 마당 중 하나인 (흥보가)의 사설이 문자로 정착된 조선후기 판소리계 소설이다. 불합리한 당시 세태를 비판하고 비꼬는 내용과 권선징악의 테마를 가지고 있다. 흥보전은 이중적인 주제가 드러나는데 표면상으로는 권선징악, 형제간의 우애를 중요시하고 이면적으로는 흥부의 무능과 놀부의 탐욕을 동시에 풍자한다. 다른 판소리계 소설들처럼 운문적 문체에 양반과 서민의 언어가 공존하고 있고, 형제 간의 우애와 권선징악이라는 교훈적 주제를 다루면서도 신분제의 동요 속에서 양반의 몰락과 신흥 부농의 등장, 비참한 서민의 생활상 등 조선 후기 사회의 현실을 해학적, 풍자적으로 그리고 있다.흥부전의 특징으로는 자신 볼기가 매품 맞는거 외에 기능이 없다는 것을 장황하게 나열하여 상황을 풍자적, 자기비하적으로 표현하고 있다. 흥보전의 내용으로는 심술궃고 욕심많은 형 놀부의 박해와 수모를 받던 순박한 흥부가 다리 부러진 한마리의 제비때문에 생각지도 못했던 행운을 만나게되는 권선징악적인 교훈을 소설화한 작품이다. 

## 등장인물

### 흥부
남보다 열심히 살기 위해 노력하지만 당시 사회적 모순으로 희생되는 인물이다. 그러나 박을 통해 값이 비싼 물건들을 얻어 부자가 되어 다른 기민들에게 나눠주는 공동체적 삶의 정신의 소유자이다.

### 놀부
사악한 심성을 가지고 있고 동생 흥부 일가를 집에서 쫓아낸다. 재물이 뒷받침되어 윤리 규범을 깨뜨려 나가며 사회적 모순을 심화시키는 인물이다. 후에 탐욕으로 인해 패망하지만 흥부의 도움 덕분에 살 수 있게 된다.

### 제비
월동하기 위해 중국 강남으로 매년 겨울 날아가는 철새로, 흥부가 제비 새끼의 다리를 치료해 준 이듬해 춘삼월 어느날, 박씨(보은박) 하나를 물고 흥부의 집으로 돌아와 은혜를 갚는다. 당대 민중의 삶의 이치인 "권선징악"을 형상화시켜 주는 소재이다.

### 놀부의 처
흥부가 밥을 구걸하러 왔을 때, 밥풀이 묻은 주걱으로 흥부의 뺨을 치는 등 놀부 못지 않게 흥부를 괴롭힌다.

## 주제
소설 <흥부전(興夫傳)>은 일반적으로 형제간의 우애를 강조한 조선 사회의 유교적 세계관을 보여주며 인과응보에 따른 권선징악이라는 주제를 담고 있다고 알려져 있다. 착한 흥부가 제비를 만나 다리를 고쳐주고 박을 얻어 부자가 되자 놀부는 이를 시기하고 질투하여 흥부와 똑같이 행동하지만 되려 벌을 받고 착해지며 사이좋게 지냈다는 줄거리는 인과응보에 따른 권선징악과 형제애를 강조한 <흥부전(興夫傳)>의 주제를 알 수 있는 대목이다. 그러나 작품의 배경이 된 당시 조선 후기 사회는 신흥 계급이 등장하면서 유교적 질서의 근간이 흔들리고 있는 때였다. 당대의 사회상을 생각하면 흥부는 무능하고 몰락한 양반으로, 놀부는 탐욕스러운 신흥 상인 계급의 모습을 투영한다고 볼 수 있다. 따라서 <흥부전(興夫傳)>, 그 이면의 주제는 몰락한 양반과 물질만을 중요하게 생각하는 탐욕스러운 신흥 상인 계급을 풍자하며 비판하고 있는 것이라 할 수 있다. 또한, 당시 작품을 생성하고 향유했던 서민계층의 생가을 반영한 것으로 급변하는 현실 사회에서 몰락한 양반의 모습을 보여주며, 양반으로서 위세를 부리려하는 기존의 유교적 관념을 비판한다. <흥부전(興夫傳)>은 당시 유교적 세계관에 새로운 서민만의 세계관을 드러냈다는 점에서 가치있다고 평가받는다. 또한 표면적인 주제는 중세의 가치관에 해당하는 형제간의 우애나 권선징악이지만, 이면적으로는 조선 후기의 현실을 비판적으로 바라보며 근대적 가치관에 해당하는 빈부의 갈등을 주제로 삼았다

## 전해오는 이야기
전라북도 남원시 인월면 성산리는 흥부가 태어난 곳으로, 아영면 성리는 흥부가 정착하고 부자가 된 곳으로 보는 견해가 있다. 주민들은 양 지역에는 흥부전과 관련된 지명이 남아 있고, 흥부전의 원형 격인 ‘박 첨지 설화’와 ‘춘보 설화’가 각각 전해지며, 옛 이름이 각각 ‘성현동, 복덕촌, 성복골’과 ‘복성리’였다는 점을 근거로 든다. 아영면 성리에서는 1991년에 흥부전의 얼개와 유사하게 서술된 천석꾼 임씨의 약력이 새겨진 비석이 발견된 적도 있다. 반면 2017년에 발굴된 흥부전의 가장 오래된 이본인 《흥보만보록》에는 공간적 배경이 평양 서촌(현 평양직할시 순안구역)으로 되어 있다.

## 같이 보기
- 흥보가
- 유양잡조

## 어휘
- 위키문헌에 흥부전 관련 자료가 있습니다.
- 삼순구식(三旬九食): 순(旬)은 열흘이므로, 30일 동안 아홉 끼니만 먹을 정도로 가난하다는 말. 환곡(還穀): 조선 시대에, 곡식을 사창(社倉)에 저장하였다가 백성들에게 봄에 꾸어 주고 가을에 이자를 붙여 거두던 일, 또는 그 곡식.  죄상(罪狀): 범죄의 구체적인 사실.  장자(長者): 큰 부자를 점잖게 이르는 말.  고의 벗은 놈: 고의(袴衣)는 남자의 홑바지이므로, 고의도 벗고 있을 정도로 어린아이라는 뜻인데, 여기서는 옷을 제대로 갖추어 입지 못했기 때문에 철별이나 겉옷이 필요하지 않다는 말이기도 함. 관련 속담으로 '개 발에 편자'라고도 함.  마삯: 말을 타는 데 대한 삯. 흥보가 매품을 팔기 위해 병영으로 갈 때 드는 비용.  닫다: 다리를 빨리 움직여 이동하다.  애중(愛重): 사랑하고 소중하게 여김.  광주산(廣州産): 광주에서 생산된 물건.